# エリカ・ピアンカステッリ

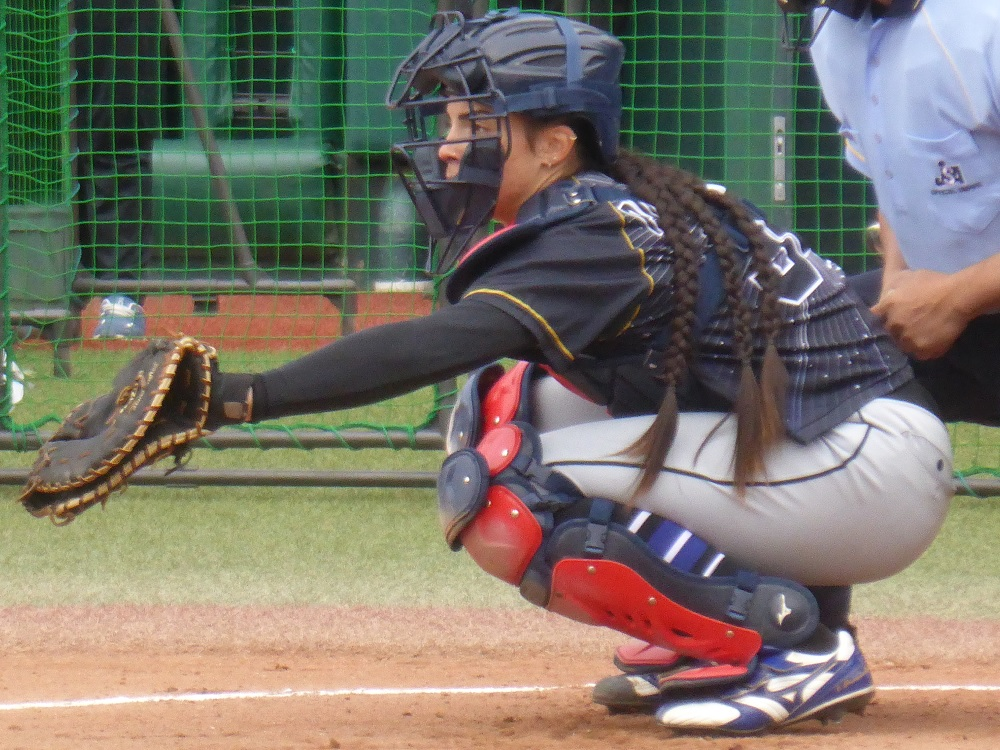
エリカ・ピアンカステッリ捕手 (2023年)

エリカ・ピアンカステッリ（Erika Piancastelli、1996年6月20日 - ）は、イタリア・エミリア＝ロマーニャ州モデナ出身の女子ソフトボール選手（捕手・外野手）。SGホールディングスギャラクシースターズ所属。ソフトボールイタリア代表。ニックネームはウルカ。JDリーグにおける登録名はエリカ・ピアンカステリ。

## 経歴
セリエA・モデナのプロ野球選手だったピエル・ピアンカステッリ（Pier Piancastelli）を父に、元ソフトボールイタリア代表のロレダナ・アウレッタ（シドニーオリンピック出場）を母に持つ。5歳の時にアメリカ合衆国カリフォルニア州カールスバッドに引っ越し、7歳の時に両親の影響でソフトボールを始めた。
大学時代はルイジアナ州のマクニーズ州立大学（マクニーズ・カウガールズ）でプレー。
2015年、アメリカのオクラホマシティで開催された世界ジュニア選手権に出場し、打率.370の成績を残した。以降はイタリア代表の中心選手として数々の国際大会で活躍。2021年に開催された東京オリンピックではキャプテンを務めた。
イタリア・セリエA1にも参戦しており、2021年にはフォルリのキャプテンとしてチームをリーグ優勝に導いた。
2020年、この年に創設されたアスリーツ・アンリミテッドに参戦。初年度は全体4位。
2022年、JDリーグ創設と同時にSGホールディングスギャラクシースターズに入団。初年度からレギュラーシーズン全29試合に出場すると、西地区の最多打点賞（26打点）、ベストナイン（外野手）を受賞し、ステーシー・ポーターと共にチームのプレーオフ進出の原動力となった。
- 2015年 - アメリカのオクラホマシティで開催された世界ジュニア選手権に出場（9位）
- 2016年 - カナダのサレーで開催された世界選手権に出場（14位）
- 2018年 - 日本の千葉県で開催された世界選手権に出場（7位）
- 2019年 - ヨーロッパ選手権で優勝。MVPを受賞[5]
- 2021年 - 東京オリンピックにイタリア代表のキャプテンとして出場[5]（6位）
- 2022年 - JDリーグのSGホールディングスギャラクシースターズに加入
- 2024年 - 地元イタリアで開催されたワールドカップに出場（8位）。ベストナイン（外野手）に選出[注 2][9]

## 選手としての特徴
ヨーロッパを代表する強打者の1人。キックするような打撃フォームと三つ編みをアレンジしたヘアースタイルが特徴。
2023年4月に野球YouTubeチャンネル『トクサンTV』がSGホールディングスギャラクシースターズを訪問した際に強肩強打の捕手として紹介され、座ったまま二塁に送球する世界トップレベルの強肩や、打球にバックスピンをかけてホームラン性の当たりを連発する打撃を披露した。

## 人物・エピソード
グレタ・チェッケッティと共に、イタリア人として初めて日本のリーグ（日本リーグ/JDリーグ）でプレーしたソフトボール選手。グレタ・チェッケッティとはイタリア代表やSGホールディングスギャラクシースターズなどで10年近くにわたり共にプレーしている。
来日を決めた理由について、レベルの高いリーグでプレーすることで自分をレベルアップさせたかったことと、日本の文化や料理が好きだったため、オファーには即決したと語っている。
目標としているアスリートとして、SGホールディングスギャラクシースターズのチームメイトであるステーシー・ポーターの名前をあげている。

## 詳細情報

### JDリーグ個人表彰
- 2022年 - [西]最多打点賞（26点）、[西]ベストナイン（外野手）
- 2023年 - [西]最多本塁打賞（9本）、[西]ベストナイン（指名選手）
- 2024年 - [西]ベストナイン（捕手）

### 背番号
- 34（2022 - ）